# Погладь кота

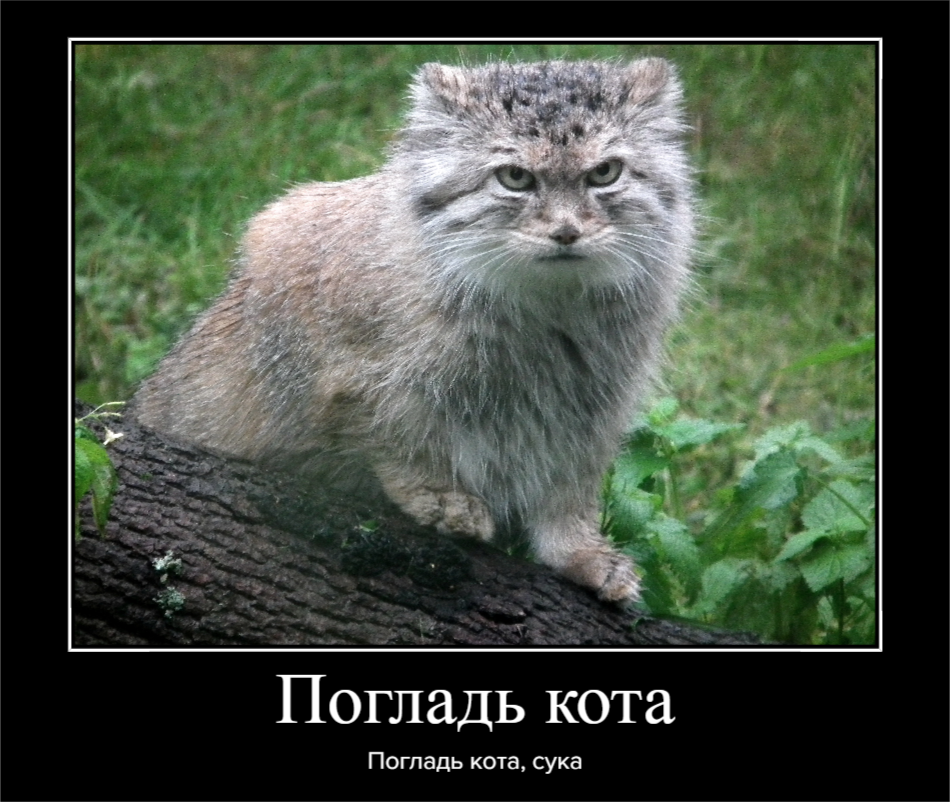
Пример демотиватора с надписью «Погладь кота»

«Погла́дь кота́» (также «Погладь кота, сука») — интернет-мем, представляющий собой серию фотографий-демотиваторов с изображением манула и разными надписями, в частности с надписью «Погладь кота».
В 2000-х годах манул стал своеобразным символом Рунета. Демотиватор был создан по мотивам высказывания «Манул — очень ласковая няка. При встрече обязательно погладь его и попробуй поцеловать», затем широко распространился в Интернете.
Летом и осенью 2008 года блоги и форумы Рунета заполонили фотографии «толстого пушистого кота с круглыми ушами, большими жёлтыми глазами и недружелюбным выражением чуть приплюснутой морды». Демотиваторы обычно сопровождались шуточными надписями, призывающими погладить манула, например, «Погладь кота, сука; Я ласковый котёнок. Гладь.; Я буду мстить, и мстя моя будет страшна…». Фраза «Погладь кота, сука» стала ключевым элементом этих публикаций.
Исследователь цифровой антропологии Дарья Радченко приводит «Погладь кота» как пример мема, действующим лицом которого является не его персонаж, а зритель или читатель, что связано с директивным указанием «погладить кота».